# Michel Wieviorka
Michel Wieviorka (Paris, 23 de agosto de 1946) é um sociólogo francês, notável por seu trabalho sobre violência, terrorismo, racismo, movimentos sociais e teoria da mudança social.
Michel foi o 16º presidente da Associação Internacional de Sociologia (2006-2010).

## Biografia
Michel Wieviorka é filho de uma família judia polonesa de sobreviventes do Holocausto. Seus irmãos são a psiquiatra Sylvie Wieviorka, a historiadora Annette Wieviorka e o historiador Olivier Wieviorka.
Um ex-aluno de Alain Touraine, ele é agora um dos sociólogos e intelectuais públicos mais renomados na França e no exterior. Vários de seus livros foram traduzidos para diferentes idiomas. Wieviorka recebeu alguma atenção da mídia internacional como especialista após os distúrbios civis de 2005 na França e foi eleito em Durban como presidente da Associação Internacional de Sociologia de 2006 a 2010.
Junto com Touraine e François Dubet, Wieviorka desenvolveu o método da intervenção sociológica e o empregou no estudo de movimentos sociais militantes, em particular, o ativismo antinuclear francês e as ligas estudantis, mas também o famoso sindicato Solidarność na Polônia. Seguindo o conceito clássico de sociologia interpretativa de Max Weber (verstehende Soziologie), a intervenção sociológica tem como objetivo compreender a lógica subjetiva dos atores no contexto de conflitos sociais mais amplos. Esse conceito foi oposto à tentativa fracassada de Raymond Boudon de estabelecer uma abordagem de escolha estritamente racional na sociologia francesa.
Wieviorka é o diretor do Centre d'Analyses et d'Interventions Sociologique (CADIS) na École des Hautes Études en Sciences Sociales, que foi estabelecido por Alain Touraine em 1981.
Wieviorka é o fundador e editor da revista sociológica Le Monde des Debats e, juntamente com Georges Balandier, co-editou os Cahiers internationaux de sociologie até que sua publicação fosse interrompida no final de 2010 (Avant-propos, Cahiers Internationaux de Sociologie, Vol. 128-129, 2010).
Em 1989, ele foi o primeiro acadêmico a receber o Prêmio Especial Bulzoni Editore do Prêmio Europeu de Amalfi de Sociologia e Ciências Sociais, por seu livro Société et terrorisme (1988, edição em inglês The Making of Terrorism 1993).

## Trabalhos
- 1977: L'Etat, le patronat et les consommateurs. Paris: PUF.
- 1978: Justice et consommation. Paris, La Documentation française.
- 1978 (com Bruno Théret): Critique de la théorie du capitalisme monopoliste d'Etat. Paris: Maspéro.
- 1978 (com Alain Touraine, François Dubet, Zsuzsa Hegedus): Lutte étudiante. Paris: Seuil.
- 1978 (com Alain Touraine, François Dubet, Zsuzsa Hegedus): La prophétie antinucléaire. Paris: Seuil.
- 1981 (com Alain Touraine, François Dubet, Zsuzsa Hegedus): Le pays contre l'Etat. Paris: Seuil.
- 1982 "A Social Movement: Solidarity". Telos 53 (Fall 1982). New York: Telos Press.
- 1982 (com Alain Touraine, François Dubet, Jan Strzelecki): Solidarité. Paris: Fayard.
- 1984: Les Juifs, la Pologne et Solidarnosc. Paris: Denoël. ISBN 2-7158-1534-4
- 1984: (com Alain Touraine, François Dubet): Le mouvement ouvrier. Paris: Fayard. 
(English translation The Working-Class Movement, Cambridge: Cambridge University Press, 1987)
- 1987 (com Dominique Wolton): Terrorisme à la une : Média, terrorisme et démocratie. Paris: Gallimard. ISBN 2-07-071135-8
- 1988: Sociétés et terrorisme. Paris: Fayard. ISBN 2-213-02206-2
(English translation The Making of Terrorism. Chicago: University of Chicago Press, 1993, ISBN 0-226-89652-8)
- 1989 (com Sylvaine Trinh): Le modèle EDF. Essai de sociologie des organisations. Paris: La Découverte. ISBN 2-7071-1867-2
- 1991: L'espace du racisme. Paris: Seuil. ISBN 2-02-012567-6
(Tradução para o inglês: The Arena of Racism. London: Sage. ISBN 0-8039-7881-2)
- 1992 (com Philippe Bataille, Daniel Jacquin, Danilo Martuccelli, Angelina Peralva, Paul Zawadzki): La France raciste. Paris: Seuil ISBN 2-02-019603-4
- 1993: La Démocratie à l'épreuve : Nationalisme, populisme, ethnicité. Paris: La Découverte. ISBN 2-7071-2271-8
- 1993 (ed.): Racisme et modernité. Paris: La Découverte. ISBN 2-7071-2190-8
- 1994 (com Philippe Bataille, Kristin Couper, Danilo Martuccelli, Angelina Peralva): Racisme et xénophobie en Europe. Une comparaison internationale. Paris: La Découverte. ISBN 2-7071-2343-9
- 1995: Face au terrorisme. Paris: Liana Levi. ISBN 2-86746-136-7
- 1995: Laïcité et démocratie. (Pouvoirs). Paris: Seuil
- 1998: Le Racisme : une introduction. Paris: La Découverte. ISBN 2-7071-2866-X
- 1996 (com Alain Touraine, François Dubet, Farhad Khosrokhavar, Didier Lapeyronnie): Le grand refus. Paris: Fayard.
- 1996 (com François Dubet, Françoise Gaspard, Farhad Khosrokhavar, Didier Lapyeronnie, Yvon Le Bot, Danilo Martuccelli, Simonetta Tabboni, Alain Touraine, Sylvaine Trinh): Une société fragmentée? Le multiculturalisme en débat. Paris: La Découverte. ISBN 2-7071-2597-0
- 1997: Commenter la France. La Tour d'Aigues: l'Aube. ISBN 2-87678-320-7
- 1998 (com Serge Moscovici, Nicole Notat, fr:Pierre Pachet, Michelle Perrot): Raison et conviction. L'engagement. Paris: Textuel. ISBN 2-909317-52-8
- 1998: Le racisme : une introduction. Paris: La Découverte.
- 1998 (com Alexis Berelowitch): Les Russes d'en bas. Enquête sur la Russie post-communiste. Paris: Seuil. ISBN 2-02-026182-0
- 1999 (com Philippe Bataille, Karine Clément, Olivier Cousin, Farhad Khosrokhavar, Séverine Labat, Eric Macé, Paola Rebughini, Nikola Tietze): Violence en France.  Paris: Seuil.
- 2001: La différence : Identités culturelles : enjeux, débats et politiques. Paris: Balland.
- 2001 (com Jocelyne Ohana): La différence culturelle. Une reformulation des débats. Paris: Balland.
- 2003 (ed.): L'avenir de l'islam en France et en Europe. (Les Entretiens d'Auxerre). Paris: Balland. ISBN 2-7158-1463-1
- 2003 (ed.): Un autre monde... Contestations, dérives et surprises de l'antimondialisation. Paris: Balland
- 2004: La violence. Paris: Balland. ISBN 2-01-279227-8
- 2004 (ed.): L'Empire américain? (Les Entretiens d'Auxerre). Paris: Balland. ISBN 2-7158-1512-3
- 2005: La différence : Identités culturelles : enjeux, débats et politiques. La Tour-d'Aigues: L'Aube. ISBN 2-7526-0067-4
- 2005 (com Philippe Bataille, Clarisse Buono, Sébastien Delsalle, Damien Guillaume, Farhad Khosrokhavar, Emmanuel Kreis, Jocelyne Ohana, Alexandra Poli, Svetlana Tabatchnikova, Simonetta Tabboni, Nikola Tietze, Fiammeta Venner): La tentation antisémite. Haine des juifs dans la France d'aujourd'hui. Paris: Robert Laffont. ISBN 2-01-279301-0
- 2005: L'antisémitisme. Paris: Balland. ISBN 2-7158-1534-4
- 2005 (ed. com Jean Baubérot): De la séparation des Eglises et de l'Etat à l'avenir de la laïcité (Les entretiens d'Auxerre). La Tour d'Aigues: l'Aube. ISBN 2-7526-0152-2
- 2006 (com Julien Ténédos): Sociologue sous tension. Entretien avec Julien Ténédos, 2 volumes, Paris: Aux lieux d'être. ISBN 2-916063-07-2 / ISBN 2-916063-10-2